# Легенда о Ђердапу
Легенда о Ђердапу је предање о постанку Ђердапске клисуре, по којем је она створена уз помоћ џинова.
На простору од Алпа до источних делова Европе налазило се Панонско море. Пре 800 миленијума, стене су се раздвојиле и Панонско море истекло је мореузом кроз речну клисуру Ђердап. Легенда каже да су џинови (Герап) или богови (бесни Нептун, ватрени Вулкан) провалили Карпате, од Голубачког сужења до Малог Штрпца и пустили да Панонско море истекне у Црно море.